# Wywoźna
Wywoźna (także Wywoźnia) – przysiółek wsi Broniszewo w Polsce położona w województwie wielkopolskim, w powiecie konińskim, w gminie Wierzbinek
Dawniej gromada w gminie Ruszkowo w powiecie nieszawskim.
W latach 1975–1998 miejscowość administracyjnie należała do województwa konińskiego.